# Big Otter Creek
Big Otter Creek är ett vattendrag i Kanada.   Det ligger i provinsen Ontario, i den sydöstra delen av landet, 500 km sydväst om huvudstaden Ottawa.
Omgivningarna runt Big Otter Creek är en mosaik av jordbruksmark och naturlig växtlighet. Runt Big Otter Creek är det glesbefolkat, med 16 invånare per kvadratkilometer.